# 王云 (书法家)
王云（1945年12月—2020年2月4日），字峻青，号源上人，男，青海西宁人，中国书法家，篆刻艺术家，青海省书法家协会名誉主席。

## 生平
1945年生于青海省湟中县。1962年从西宁二中毕业后即随父学艺，在工艺刻字厂工作，业余迷恋书法篆刻艺术。1965年，他的篆刻作品入选青海省书画摄影篆刻展。1971年，其书法作品入选青海省书法展览。1981年，篆刻作品《长江》入选全国首届书法篆刻展。
王云的书法初学馆阁体，继而专攻魏碑，兼习隶书。1980年代以后专攻行书，其作品曾入选第一、二、四、七届全国书法篆刻展，第一至四届全国中青年书法篆刻展。亦曾参加中日、中新、中韩书法交流展，首届和二届国际书法邀请展等大型展览。1988年、2004年出访日本交流。1995年9月在中国美术馆举办个人书法展。
曾任中国书法家协会第二、三届理事（1985年4月－2000年12月），青海省书法家协会第二届主席、名誉主席，青海省政协委员，青海省文联委员，青海省印社社长，西宁市城中区政协副主席（1990年－2002年），青海省昆仑书画院院长等职。
出版有《王云书法选》、《王云书法篆刻选》（1991年）、《中国国画家：王云》等书籍。2012年获“青海省有突出贡献老文艺家”荣誉称号。2014年获“青海书法艺术突出贡献奖”。
2020年2月4日10时20分在西宁去世，享年74岁。